# Aussichtsturm Chuderhüsi
Der Aussichtsturm Chuderhüsi oder Aussichtsturm Gauchernwald ist ein Aussichtsturm auf dem Gebiet der Gemeinde Röthenbach im Emmental, etwa 15 km nordöstlich von Thun.
Der Aussichtsturm ist 42 Meter hoch und aus Weisstannen-Holz gebaut. Die Aussichtsplattform in 37 Meter Höhe wird über 195 Treppenstufen erreicht. Der Turm war bis Juni 2010 der höchste Holzturm in der Schweiz; seither ist dies der Chutzenturm auf dem Frienisberg.

## Geschichte
Der Aussichtsturm Chuderhüsi wurde am 27. Mai 1998, zum 850-jährigen Jubiläum von Röthenbach, eingeweiht. Am 29. März 2001 wurde durch unvorsichtigen Umgang mit offenem Feuer auf der Aussichtplattform ein Brand ausgelöst. Der Turm brannte ab und war nicht mehr zu retten; der Schaden betrug 300.000 Franken. Unverzüglich wurde nach dem kompletten Abriss mit dem Wiederaufbau begonnen. Der zweite Turm wurde am 27. Mai 2002 eingeweiht, genau 4 Jahre nach der ersten Einweihung.

## Name
Den Namen hat der Turm vom nahe gelegenen Restaurant Chuderhüsi. Chuder ist berndeutsch für Kauder und hüsi steht für Haus/Häuschen.

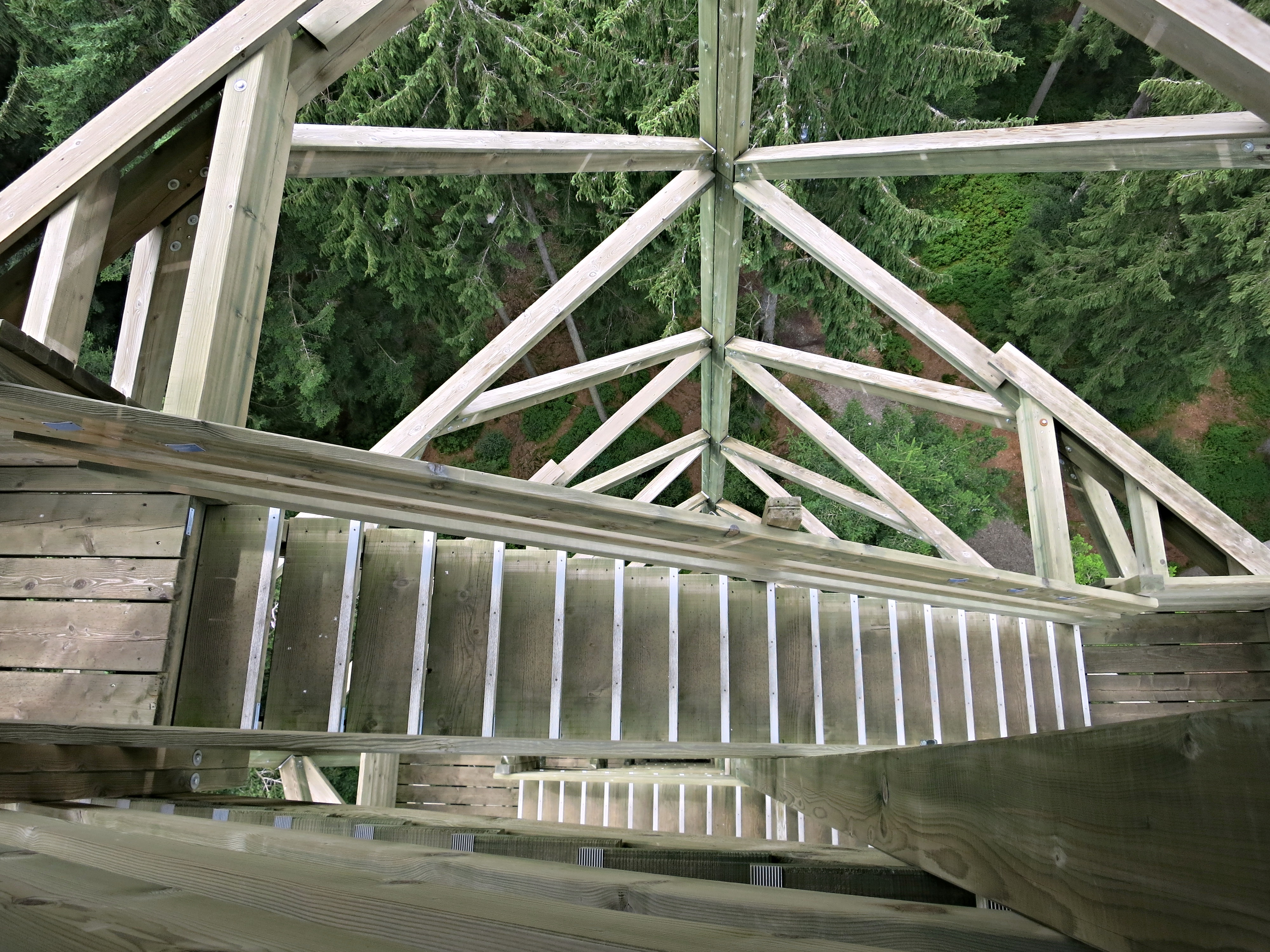
Treppen
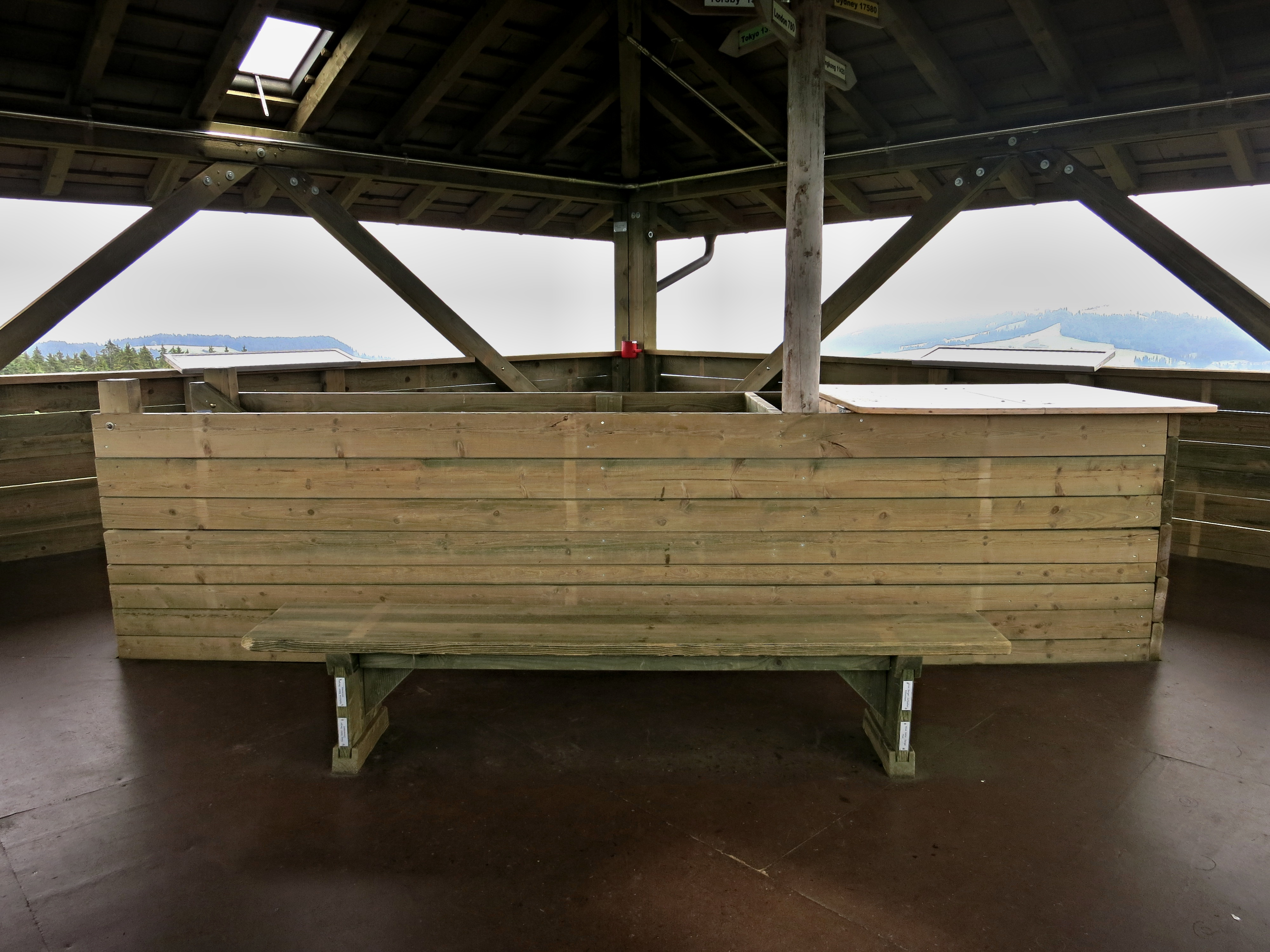
Aussichtsplattform
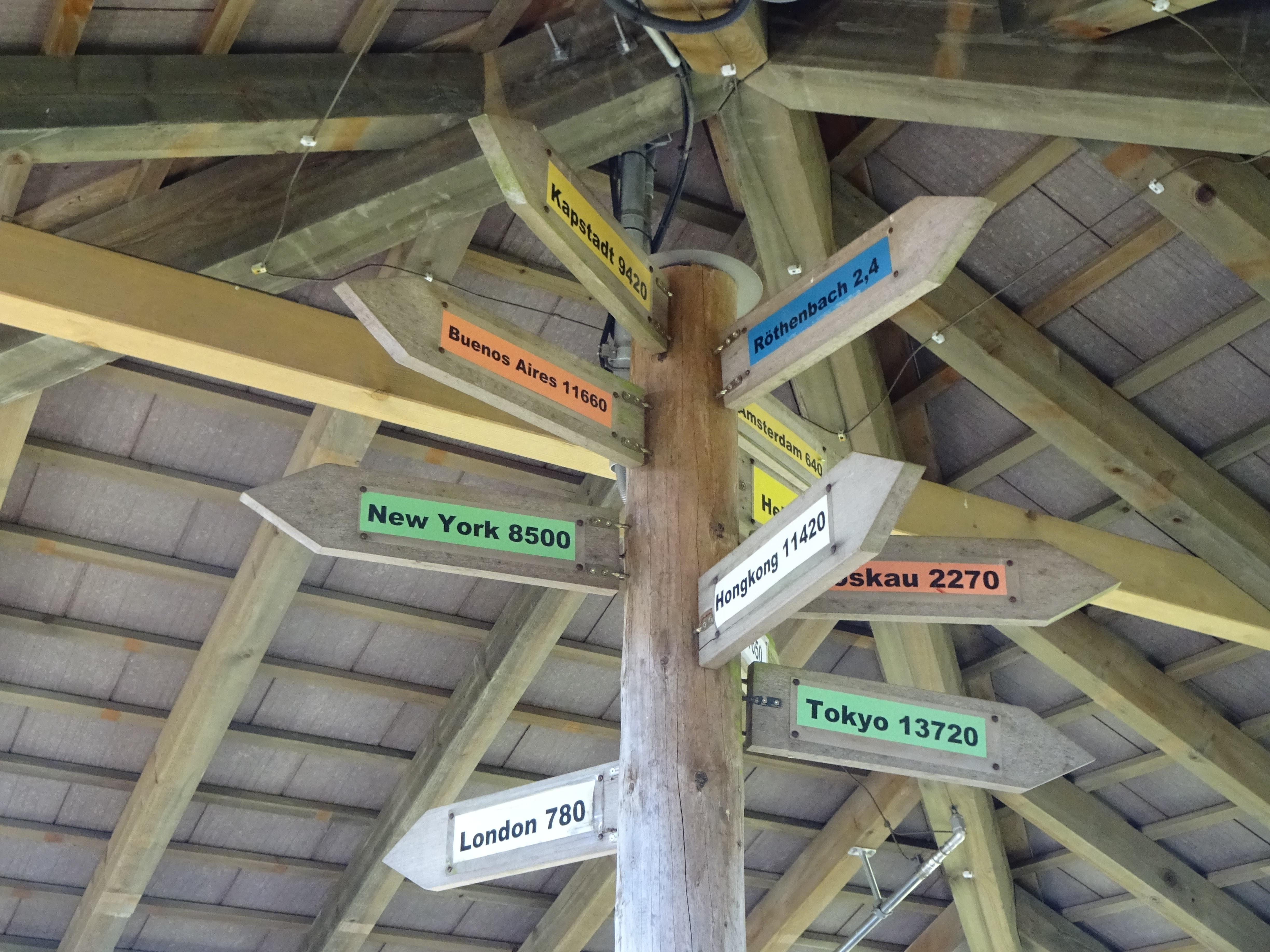
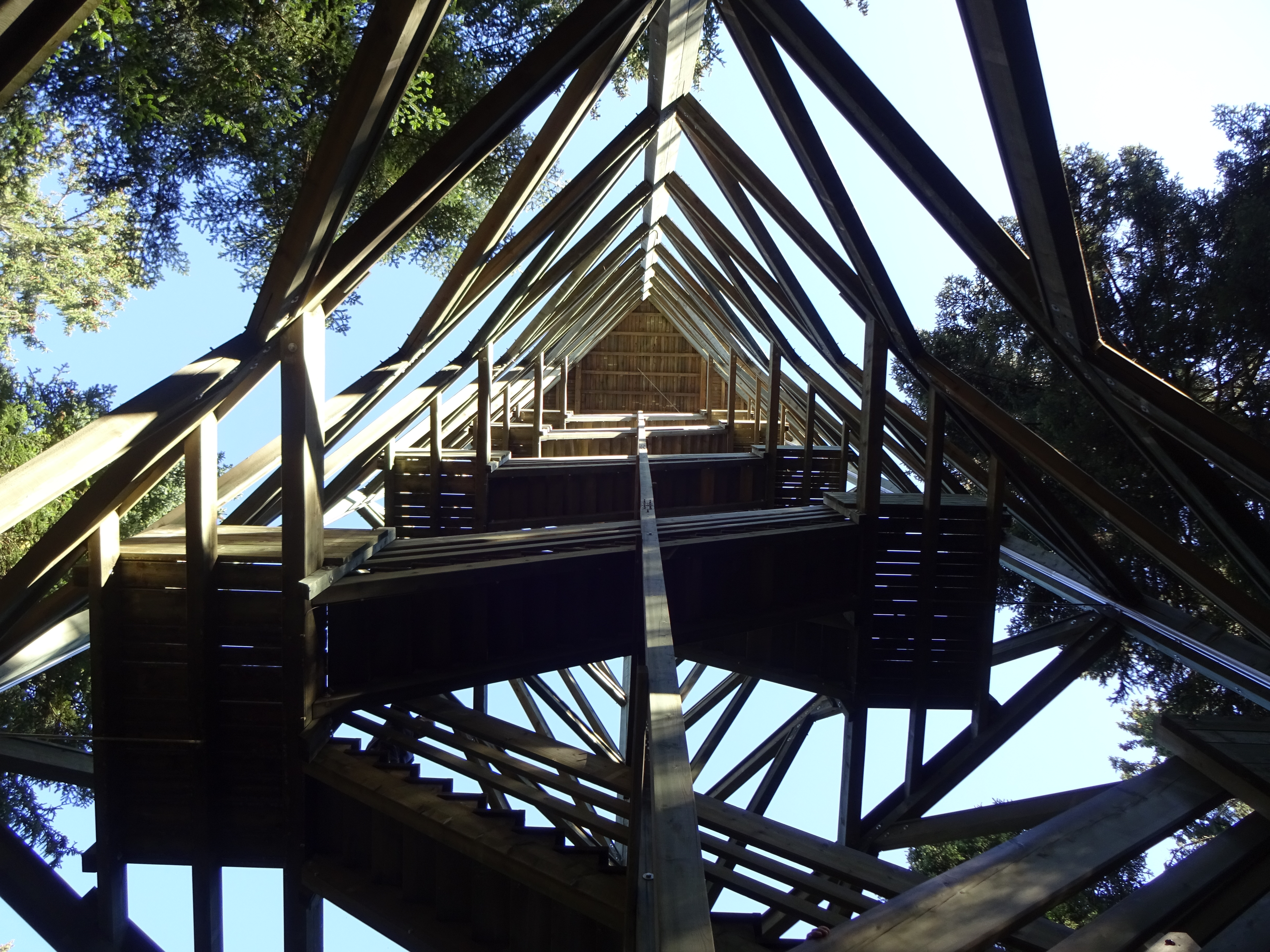